# 아프리카의 노예제
아프리카의 노예제에 관한 내용이다.

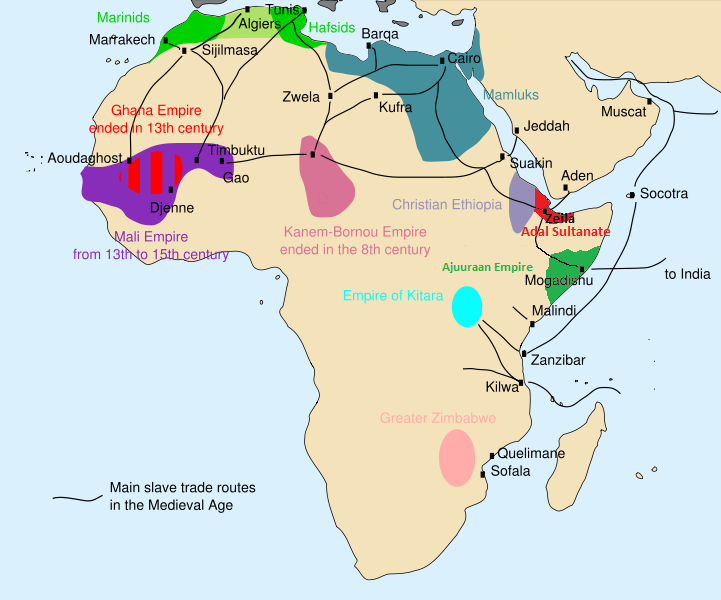
중세 아프리카의 주요 노예 경로

노예제는 역사적으로 아프리카에서 널리 퍼져 있었다. 노예제는 고대 및 중세 세계의 다른 대부분 지역과 마찬가지로 한때 아프리카 일부 지역에서도 흔히 볼 수 있었다. 사하라 횡단 노예 무역, 홍해 노예 무역, 인도양 노예 무역 및 대서양 노예 무역(16세기에 시작됨)이 시작되었을 때 기존의 아프리카 지역 노예 제도 중 다수가 아프리카 외부의 노예 시장에 노예를 공급하기 시작했다. 현대 아프리카의 노예제는 불법임에도 불구하고 여전히 행해지고 있다.
관련 문헌에서 아프리카의 노예제는 노예가 대륙 밖에서 거래되었는지 여부에 따라 토착 노예와 수출 노예로 분류된다. 역사적 아프리카의 노예 제도는 다양한 형태로 실행되었다. 부채 노예제, 전쟁 포로 노예 제도, 군 노예 제도, 매춘 노예 제도, 범죄자 노예 제도는 모두 아프리카의 여러 지역에서 실행되었다. 국내 및 법원 목적의 노예 제도는 아프리카 전역에 널리 퍼져 있었다. 농장 노예 제도도 주로 아프리카 동부 해안과 서아프리카 일부 지역에서 발생했다. 19세기 대서양 노예 무역이 폐지되면서 국내 농장 노예 제도의 중요성이 더욱 커졌다. 국제 노예 무역에 의존하는 많은 아프리카 국가들은 노예 노동에 의한 합법적인 상업을 중심으로 경제를 재조정했다.

## 같이 보기
- 대서양 노예 무역
- 바르바리 해적
- 노예제에 대한 이슬람교의 견해
- 무자유 노동
- 노예제 폐지운동
- 미국의 노예 제도
- 노예선